# Londonski memorandum
Londonski memorandum, tudi Londonski sporazum, Memorandum o soglasju ali Drugi londonski sporazum, je mednarodni dogovor, ki so ga v Londonu zastopniki Italije, Jugoslavije, Združenega kraljestva in ZDA podpisali 5. oktobra 1954. Začasno je uredil do tedaj v resnici neurejeno vprašanje razmejitvene črte med Italijo in takratno Jugoslavijo, ki je ostajalo odprto od zaključka vojnih operacij 2. svetovne vojne v Istri in okolici Trsta. 
Z uveljavitvijo sporazuma je vojaška uprava v conah A in B Svobodnega tržaškega ozemlja (STO) prešla iz začasne civilne / vojaške uprave na civilne ustanove. Memorandum je določal:
- italijanska civilna uprava se je razširila na večino ozemlja cone A, iz katere se je umaknila angleško-ameriška vojska;
- jugoslovanska civilna uprava se je razširila na celotno cono B, ki jo je zasedala jugoslovanska vojska od umika iz Trsta 12. junija 1945, povečano za dvesto metrski pas na južnem delu cone A.

Z uveljavitvijo takšne rešitve je Slovenija glede na stanje pred 2. svetovno vojno, ko je to območje bilo pod italijansko oblastjo, spet pridobila svoboden izhod na morje in svoj del obalnega ozemlja.
Sporazum je vseboval devet členov z dodatki, s katerimi so rešili nekatera temeljna vprašanja: 
- razdelitev STO,
- zaščito narodnostnih manjšin (na obeh straneh) in
- obljubo po svobodnem pristanišču za zaledje (Trst), kar je bilo pomembno, saj drugega mednarodnega pristanišča za večje ladje na tem območju ni bilo; pristanišče Koper se je začelo intenzivno širiti šele po podpisu Londonskega sporazuma, ko je postalo jasno, da je Trst za Slovenijo izgubljen.

## Zaščita manjšin
Pomemben del memoranduma je statut, ki na formalni ravni ureja narodnostne pravice manjšin na območjih, na katera se je razširila italijanska oziroma jugoslovanska civilna uprava. Statut je bil prvi mednarodni dokument, ki je urejal zaščito slovenske manjšine v Italiji, vendar samo za območje bivše cone A. Takratna Federativna ljudska republika Jugoslavija je sporazum sprejela 25. oktobra 1954, italijanski parlament pa ga ni ratificiral.

## Osimski sporazum kot formalni zaključek londonskega memoranduma
Dokončno so vprašanja med Italijo in Jugoslavijo rešili Osimski sporazumi, podpisani leta 1975 v kraju Osimo blizu Ancone. Ratifikacijske listine so izmenjali šele leta 1977. Od leta 1992 je Slovenija pravna naslednica Jugoslavije v teh sporazumih. Deli sporazuma, predvsem obvezna zaščita slovenske manjšine v Italiji, se še vedno zelo počasi uresničujejo.

## Vir
- Spletne strani Pošte Slovenije ob izdaji priložnostne znamke